# 圖里亞比斯特拉
48°39′21″N 22°48′40″E / 48.65583°N 22.81111°E
圖里亞比斯特拉（烏克蘭語：Тур'я Бистра）是烏克蘭西部的村莊，隸屬外喀爾巴阡州的烏日霍羅德區。該村面積2.7平方公里，海拔高度370米，2001年人口1,453，人口密度每平方公里537.4人。